# Rokitki (Tarnówka)
Rokitki – część wsi Tarnówka w Polsce, położona w województwie kujawsko-pomorskim, w powiecie radziejowskim, w gminie Radziejów.
W latach 1975–1998 Rokitki administracyjnie należały do województwa włocławskiego.